# 神田練塀町
神田練塀町（日语：／ Kanda-neribeichō */?）是東京都千代田區的町名。2013年8月1日為止的人口為282人。郵遞區號101-0022。

## 地理
位於千代田區東北部，屬神田地域。北鄰台東區秋葉原，東接千代田區神田松永町，南臨千代田區神田相生町，西連千代田區外神田。位於秋葉原站附近，多辦公大樓與商店。西邊是JR山手線、京濱東北線等鐵路用地。近年秋葉原站前進行再開發，町內可見高層大樓與高層公寓。本地為住居表示未實施地區，與神田松永町之間的邊界複雑。昭和通與一本西之通是松永町町域，但齊藤機工本社大樓、LIONS MANSION秋葉原（ライオンズマンション秋葉原）屬練塀町。南邊吉野家的街區為松永町，但更往南友都八喜秋葉原（ヨドバシAkiba）西北角的東京青果商商館（TSK大樓）屬練塀町。

## 歷史
江戶時代為武家地，此地南北向街道因一旁有道精美的練塀而稱下谷練塀小路。練塀是瓦片與泥土交戶層層相疊後，最後覆蓋上瓦片的牆。『東京府史料』表示練塀是元祿年間新發田藩溝口家屋敷，『御府内備考』表示是南邊的河野屋敷。在實際繪圖中練塀小路南邊可見河野長十郎的名字。
現在屬神田地域，當時這一帶稱為下谷。茶坊主河內山宗春居所位於此地。1872年（明治5年），下谷練塀小路旁的武家地成立下谷練塀町。東隣的武家地編入神田松永町。東京15區設置時編入下谷區，1943年（昭和18年）區界變更，練塀町南側劃入神田區，松永町北側編入下谷區。下谷區練塀町與松永町為現在的台東區秋葉原。1964年（昭和39年）實施住居表示，JR線路以西編入外神田四丁目，其餘地區未實施住居表示。

### 地名由來
源自此地的下谷練塀小路。路名來自於路旁精美的練塀。

## 交通
町域内無鐵路站，町域西部為JR路廊，地下有筑波快線貫穿本地。秋葉原站在本町南方，筑波快線部分月台在練塀町內。

## 設施
- 富士軟體秋葉原大樓（富士ソフト秋葉原ビル）
- 公園塔秋葉原（パークタワー秋葉原）

## 備註
1. ↑  千代田区ホームページ - 町丁別世帯数および人口（住民基本台帳）：平成25年8月1日現在 的存檔，存档日期2013-10-27.